# 集合 (音楽)
音楽における集合（しゅうごう）とは、音楽の一要素をひとまとめにしたものである。

## 経緯
音楽業界内で「集合」というものが真剣に提唱されたのはヨーロッパではダルムシュタット講習会から、アメリカではミルトン・バビットの博士論文以降になる。実は「音の集合」を世界で最も初めに開発したのはヨーゼフ・マティアス・ハウアーであり、その概念は「トローペ」に纏められた。12音列は数十のパターンにまとめられることを世界で初めて発見し、その音列を易経を用いて自由に連結した彼の態度は戦後まもなく忘却されたが、現在では集合の開祖としての評価が確立している。集合の萌芽は、まずピッチから始められた。
第二次大戦終了後、ほどなくしてヴォルフガング・フォルトナー、ルネ・レイボヴィッツが十二音技法の講座を持ったものの、本格的なセリーの受容はオリヴィエ・メシアンの「音価と強度のモード」からになる。その全面セリーの運用から「群作法」をシュトックハウゼンがピアノ曲Iで提唱し、数学の厳密な集合論を適用するのがクセナキスの「ヘルマ」である。1960年代には「リズム集合」や「音集合」など集合に関する音楽理論が花開いた。松下眞一もピアノのためのスペクトラ第二番で群論を用いている。
このころには集合はピッチだけにはとどまらず、リズムや形式にまで適用されることが多くなっていった。リズム集合はオリヴィエ・メシアンのクロノクロミー、ルイジ・ノーノのカノン風変奏曲で一部導入されている。
1970年代に入ると前衛音楽の終焉から音楽言語の難解さに疑問が付されたため、全体的には「集合」で音楽を考えられることはなくなった。しかし、ジェイムズ・テニーはmeta-hodos, meta-meta-hodosで数学を援用した過去の音楽理論の読み替えを行っており、チャールズ・ウォリネンはピッチクラス・セット理論からさらに飛躍したマンデルブロ集合を含むフラクタル幾何学の公式を音楽に援用するなど、数学の諸理論を音楽に適用させようとする音楽家は後を絶たない。

## ピッチクラス・セット

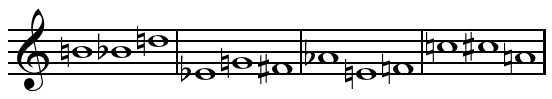
9つの楽器のための協奏曲に含まれる音列

三つの音名を12数列に対応させたものが「セット」の規程構造である。詳しくは英語版（en:Set theory (music)）を参照。Cから順番に1,2,3と番号を振るため、B B♭ D E♭ G F♯ G♯ E F C C♯ Aは0 11 3 4 8 7 9 5 6 1 2 10へ置換される。12音列内の音程の関係性が極端にシンメトリカルである音列の使用は、すでにアントン・フォン・ウェーベルンの世代から検討されている。